# Eriko Takano
 (février 2023).
Si vous disposez d'ouvrages ou d'articles de référence ou si vous connaissez des sites web de qualité traitant du thème abordé ici, merci de compléter l'article en donnant les références utiles à sa vérifiabilité et en les liant à la section « Notes et références ».
Pour les articles homonymes, voir Takano.
 (septembre 2019).
Eriko Takano est professeure de biologie synthétique et directrice du centre de recherche en biologie synthétique pour la chimie fine et la chimie de spécialité (SYNBIOCHEM) à l'Université de Manchester. Elle développe des antibiotiques et d'autres produits chimiques à haute valeur ajoutée à l'aide d'outils de biologie synthétique microbienne.

## Éducation
Takano est née au Japon. Elle étudie la pharmacie à l'université de Kitasato et obtient son diplôme en 1985. Après avoir obtenu son diplôme, elle travaille comme chercheure au département de génétique de Meiji Seika Kaisha. Elle déménage ensuite au Royaume-Uni où elle rejoint le centre John Innes. En 1994, elle obtient son doctorat à l'Université d'East Anglia et entame un postdoctorat au département de biologie moléculaire. 

## Recherche et carrière
En 2002, Takano devient professeure assistante au département de microbiologie de l'université de Tübingen. Là-bas, elle travaille sur les molécules de γ-butyrolactone qui régulent la production d'antibiotiques et la différenciation morphologique chez Streptomyces. Elle obtient une bourse de recherche Rosalind Franklin à l'Université de Groningue en 2006 et est promue professeure agrégée en 2010. 
En 2012, Takano est nommée professeure de biologie synthétique à l'Université de Manchester. Elle dirige le thème de la biotechnologie à la Faculté des sciences de la vie. Ses recherches portent sur la biologie synthétique pour la production d'antibiotiques, ainsi que sur le développement de logiciels de bioinformatique permettant de concevoir des produits naturels. Ses contributions logicielles incluent antiSMASH et MultiGeneBlast. Eriko Takano développe des systèmes robotiques pour explorer les voies de biosynthèse potentielles, en testant des milliers de nouveaux composés chaque année. 
Eriko Takano est directrice du Centre de recherche européen pour les produits chimiques fins et de spécialité (SYNBIOCHEM) du Centre d'excellence européen. En 2015, Vince Cable a annoncé un investissement de 10 millions de livres sterling pour la biologie synthétique dans le laboratoire de Takano à l'Université de Manchester. 

### Prix et distinctions
Ses prix et distinctions incluent : 
- 1993 : Prix Lepetit de la Société italienne de microbiologie générale
- 2006 : Bourse de recherche Rosalind Franklin[7]